# Аль-Факіх Ламін
Аль-Факіх Ламін (д/н — після 1668) — 2-й імам Держави зуайя в 1650—1656 роках.

## Життєпис
Походив з клану улад-дейман племені лемтуна з берберської конфедерації санхаджа. Син шейха Сіді аль-Фаллі. При народженні отримав ім'я Сіді аль-Амін. Замолоду приєднався до проповідника Абу Бакра, якого 1644 року було обрано імамом Держави Зуайя під ім'ям Насир ад-Дін. За цим змінив ім'я на Аль-Факіх Ламін.
Опікувався переважно державними та дипломатичними справами. Докладав зусилля на перетворення імамату на більш міцне державне утворення. 1650 року після загибелі Насир ад-Діна на рад знаті (джемаа) обирається новим імамом. Продовжив наступ на племена бану-хасан — мгфара і трарза, яким було завдано нових поразок.
Вважав за необхідне дати війську перепочинок для його збільшення та зміцнення імамату. Тому уклав з Адді ульд Ахмедом, шейхом мгафра, мирну угоду, за якою той визнав політичну й релігійну зверхність імама. Натомість останній скасував збір з мгафра і трарзи закяту (податку).
Втім 1656 року толба (учні Насир ад-Діна), невдоволені встановленням миру з бану-хасан, повалили Аль-Факіх Ламіна, обравши новим імамом більш радикального Каді Усмана.
Колишній імам деякий час перебував у полоні, але 1668 року зміг втекти до Бракни. Подальша його доля невідома.